# کاج پرینگلی
کاج پرینگلی گونه ای از مخروطیان از خانواده کاجیان است. که فقط در مکزیک یافت می‌شود. نام این کاج به احترام به یک گیاه‌شناس به همین نام نهاده شده‌است.